# Mike Hartenstine
Michael Albert Hartenstine (Bethlehem, 27 luglio 1953) è un ex giocatore di football americano statunitense che ha giocato nel ruolo di defensive end nella National Football League (NFL). Al college ha giocato a football alla Pennsylvania State University, venendo premiato unanimemente come All-American.

## Carriera
Hartenstine fu scelto nel corso del secondo giro (31º assoluto) del Draft NFL 1975. Vi giocò per quasi tutta la carriera fino al 1986, contribuendo alla vittoria del Super Bowl XX nel 1985 contro i New England Patriots. Si ritirò dopo avere militato nel 1987 tra le file dei Minnesota Vikings.

## Palmarès

### Franchigia
- Super Bowl : 1

Chicago Bears: Super Bowl XX
- National Football Conference Championship: 1

Chicago Bears: 1985

### Individuale
- PFWA All-Rookie Team - 1975

## Statistiche
| Partite totali | 184  |
| Sack           | 24,0 |
| Intercetti     | 0    |